# Кирба (село)
Кирба (хак. Кирбi) — село в Бейском районе Хакасии, находится в 35 км к северо-востоку от райцентра — с. Беи. Расположено в старом русле р. Енисей. Образует Кирбинское сельское поселение.
Население — 1502 чел. (01.01.2004), в основном — русские, а также украинцы, белорусы, хакасы (6-8 %), мордва и др.
Село основано в 1905 баем Четверяковым в Койбальской степи. В начале 50-х гг. 20 в. в связи с освоением целины началось строительство оросительных каналов. Основные предприятия — ООО «Восточно-Бейский угольный разрез» (добыча угля открытым способом), ж.-д. станция, Койбальское управление оросительных систем, ДРСУ.
В селе находится средняя общеобразовательная школа, дом культуры, библиотека.

## Население
| 2002  | 2010  | 2012  | 2013  | 2014  | 2015  | 2016  |
| ----- | ----- | ----- | ----- | ----- | ----- | ----- |
| 1485  | ↘1458 | ↘1448 | ↘1445 | ↘1431 | ↘1400 | ↘1361 |
| 2017  | 2018  | 2019  | 2020  | 2021  |       |       |
| ↘1357 | ↘1343 | ↘1317 | ↘1290 | ↗1411 |       |       |